# Le Retour des Princes Français à Paris
Le Retour des Princes Français à Paris (fr. ”Powrót francuskich książąt do Paryża”) – francuska pieśń, która była de facto hymnem Królestwa Francji w latach 1814–1830. Autor tekstu jest nieznany, za to melodia pochodzi z pieśni Vive Henri IV!.

## Tekst
1. La paix ramène

Tous les Princes Français

Chantons l'antienne,

Aujourd'hui désormais

Que ce bonheur tienne

Vive le Roi! Vive la Paix!

2. Vive la France

Et les sages Bourbons

Plein de clémence,

Dont tous les cœurs sont bons!

La Paix, l'abondance

Viendront dans nos cantons.

3. Quelle joie extrême

Vive, vive d'Artois!

Duc d'Angoulême!

Chantons tous à la fois

Louis dix-huitième,

Descendant de nos rois!

4. Le diadème

De France est pour un Roi,

Notre vœu même

Est la raison pourquoi,

Oui, Louis nous aime,

Vive, vive le Roi!

5. Plus de tristesse,

Vive, vive Louis!

Princes, princesses,

Nous sommes réjouis,

Que les allégresses

Règnent dans tous pays!